# Endrosa atrophila
Endrosa atrophila är en fjärilsart som beskrevs av Karl Schawerda 1942. Endrosa atrophila ingår i släktet Endrosa och familjen björnspinnare. Inga underarter finns listade i Catalogue of Life.